# Johnny Sins
Johnny Sins, eigentlich Steve Wolfe (* 31. Dezember 1978 in Pittsburgh, Pennsylvania), ist ein US-amerikanischer Pornodarsteller und Webvideoproduzent. Er wirkte seit 2006 in mehr als 500 Pornofilmen mit und wurde mehrmals bei den AVN Awards nominiert.

## Karriere
Im Alter von 21 gab eine Freundin Sins den Rat, nach Los Angeles zu gehen, um dort an Dreharbeiten für Pornofilme teilzunehmen. Diesem Vorschlag ging er aber zunächst nicht nach, sondern arbeitete in den folgenden Jahren bei einer Baufirma. Bei dieser kündigte er schließlich dann doch, zog nach Los Angeles, wo er unterschiedliche Jobs in Teilzeit ausübte, und bewarb sich nebenbei bei Castings für Pornofilme. 2006 – im Alter von 28 Jahren – bekam er seine ersten Rollen.
In 2008 wirkte er im Porno Cheerleaders mit, der von Digital Playground veröffentlicht und zum meist-ausgeliehenen und -verkauften Pornofilm des Jahres 2008 wurde. Der kommerzielle Erfolg dieses Films weckte das Interesse des Unternehmens Brazzers, welches Sins schließlich unter Vertrag nahm. Seitdem ist Sins – neben Keiran Lee – zu einem prominenten Werbeträger von Brazzers avanciert und hat hunderte von Szenen für das Studio gedreht.
Das 2015 begonnene Projekt Sexploration hatte den Dreh des ersten Pornofilms im Weltraum zum Gegenstand. In Kooperation mit dem Unternehmen Pornhub entschied man sich dafür, über die Crowdfunding-Plattform Indiegogo 3,4 Millionen US-Dollar zu sammeln, um den beiden Darstellern Sins und Eva Lovia ein professionelles Trainingsprogramm zu ermöglichen und den Flug ins All zu finanzieren. Mit diesem Projekt sollten auch die Auswirkungen von sexuellen Handlungen in der Schwerelosigkeit wissenschaftlich erforscht werden. Die Geldeinnahmen erreichten jedoch nur sieben Prozent des für die Umsetzung des Projekts notwendigen Budgets, weswegen das Projekt aufgegeben werden musste.
Seit Ende der 2010er Jahre hat Sins keine Pornofilme für größere Studios mehr gedreht, ist aber weiterhin für seine eigene Produktionsfirma, die er mit seiner damaligen Partnerin Kissa Sins gegründet hat, aktiv. Dennoch schließt Sins eine Rückkehr zu größeren Studios nicht aus.

## Sins als Internetphänomen
Durch seine zahlreichen Auftritte in Pornofilmen erlangte Sins einen gewissen Grad an Bekanntheit im Internet und wurde zwischenzeitlich zu einer „Meme-Ikone“. Memes, die durch Sins inspiriert sind, spielen häufig auf die zahlreichen verschiedenen Berufsgruppen an, die der Darsteller in seinen Filmen bereits gespielt hat. Besondere mediale Aufmerksamkeit erhielt dies auch, als die Verschwörungstheoretikerin Naomi Wolf auf Twitter ein Foto von Sins in Arztklamotten mit einem gefälschten Zitat postete und angab, es handele sich bei der dargestellten Person um „Dr John Sins“.

## Auszeichnungen
- 2008: AVN Award – Best Couples Sex Scene – Video (nominiert)
- 2009: AVN Award – Best Threeway Sex Scene (nominiert)
- 2009: AVN Award – Best Group Sex Scene (nominiert)
- 2009: XRCO Award – Best New Stud (nominiert)
- 2010: AVN Award – Best Threeway Sex Scene (nominiert)
- 2011: AVN Award – Best Couples Sex Scene (nominiert)
- 2012: AVN Award – Most Outragous Sex Scene (nominiert)
- 2014: XBIZ – Male Performer of the Year (nominiert)
- 2014: XBIZ – Best Scene – Feature Movie (nominiert)
- 2015: AVN Award – Male Performer of the Year (nominiert)
- 2015: XBIZ – Best Scene – Vignette Release (nominiert)
- 2016: XBIZ – Best Sex Scene – Vignette Release (erhalten)
- 2017: AVN – Favorite Male Porn Star[7]
- 2020: AVN Award – Favorite Male Star (Fan's Choice) (erhalten)[8]
- 2020: PornHub Award – Most Popular Male Performer by Women (erhalten)[9]
- 2022: AVN Award – Favorite Male Porn Star (erhalten)[10]
- 2022: PornHub Awards – Best Dick (Fan's Choice) (erhalten)[11]
- 2023: AVN Award – Favorite Male Porn Star (Fan's Choice) (erhalten)[12]